# P.M. (Zeitschrift)
Das Magazin P.M. (früher P.M. – Peter Moosleitners interessantes Magazin) ist eine populärwissenschaftliche Zeitschrift in Deutschland mit einem Themenschwerpunkt auf Naturwissenschaften und Technologie. Die Zeitschrift erscheint monatlich im Münchener Verlagshaus GeraNova Bruckmann.
P.M. steht zudem für eine Markenfamilie, in der neben dem Magazin P.M. weitere Wissensmagazine, die TV-Sendung P.M. Wissen (mittlerweile TM Wissen) sowie verschiedene Podcasts erscheinen.

## Geschichte

### 1978–1994: Gründung und Ära unter Moosleitner

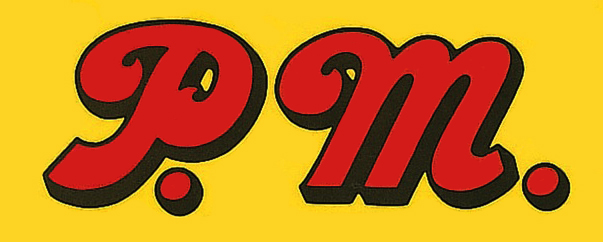
Logo von P.M. bei seiner Gründung 1978

Im Auftrag von Gruner + Jahr wurde das Magazin ab 1976 in München entwickelt. Zu den Gründern zählte Gerhard Moosleitner, der später als Chefredakteur (bis 1994) und Herausgeber (bis 1998) fungierte. Ihren ungewöhnlichen Namen erhielt die Zeitschrift, als die Entwickler ihre Entwürfe der Verlagsführung vorstellten. Vorgeschlagene Namen wie „Weltzeit“, „Prisma“ oder „Periskop“ fielen durch, da sie nicht ausdrückten, was für eine Zeitschrift der Leser erhalten würde. Gruner + Jahr-Vorstandsmitglied Rolf Poppe schrieb dann seinen Vorschlag auf einen Zettel: Peter Moosleitners interessantes Magazin. Möglicherweise nahm Poppe an, dass Moosleitner mit Vornamen Peter hieß. Hätte man allerdings die Zeitschrift nach Gerhard Moosleitner „G.M.“ genannt, hätte ein Markenstreit mit dem Konzern General Motors gedroht. Auch Moosleitners zweiter Vorname Dietrich war als Abkürzung vergeben, nicht nur für die Deutsche Mark, sondern auch als Name des Verbrauchermagazins DM. Poppes Vorschlag setzte sich durch. Moosleitner legte sich in der Folge den Künstlernamen „Peter“ zu.
Das neue Magazin wurde 1978 mit einer als „Erstausgabe“ benannten Sonderausgabe beworben, die nicht am Kiosk erhältlich war. Bestellen ließ sie sich gratis per Abruf-Karte, die verschiedenen Gruner + Jahr-Magazinen beilag. Diese „Erstausgabe“ wurde 1979 nachgedruckt, mit mindestens drei verschiedenen Titelbildern (Dinosaurier, Vulkanausbruch, Flugzeug). Im Editorial des Nachdrucks erklärte Moosleitner das Konzept seines Magazins: Es berichte über die Themen, die er und die Redaktion interessant fänden.

„Ich finde erstens interessant: alles, was irgendwie außergewöhnlich ist. Außergewöhnlich groß […] alt […] schön […] schrecklich […] gruselig […] rätselhaft […]

Ich finde zweitens interessant: alles, was früher war. […]

Ich finde drittens interessant: alles, was neu ist und unser Leben verändert. […] wissenschaftliche Forschungsergebnisse, die manchmal schwierig zu begreifen sind. P.M. hat neue Methoden entwickelt, um schwierige Dinge einfach zu machen. […] 

Ich finde viertens interessant: alles, was Wege in die Zukunft weist. P.M. wird gewissenhaft die Schwierigkeiten aufzeigen, vor denen der Mensch heute steht. P.M. wird aber niemals ‚den Untergang predigen‘. P.M. wird stattdessen immer wieder zeigen, mit was für ungeheuren Problemen der Mensch in den Millionen Jahren seiner Geschichte schon fertig geworden ist. […]“

Die Themenmischung der „Erstausgabe“ zeigt die charakteristische Bandbreite von P.M.: urzeitliches Verhalten des Menschen, der bronzezeitliche Ausbruch der Vulkaninsel Thera, der Jagdbomber A-10 „Warzenschwein“, das Liebesleben von Tieren, historische Pistolenduelle, die Physik des Regenbogens, die Kunst des Bogenschießens bei Zen-Mönchen, Antriebe für Raumschiffe, das älteste Wort der Welt, die Entwicklung künstlicher Herzen… Das Magazin gilt als Vorreiter für populär vermittelte Wissenschaft in Deutschland.
Die erste Ausgabe am Kiosk erschien am 4. Oktober 1978 als 11/1978. Sie kostete 5 DM, die Auflage lag bei 200.000 Exemplaren. 1982 erschien der erste Ableger, P.M. Computerheft; 1986 folgte P.M. Perspektive, 1988 P.M. Logik-Trainer. Seitdem ist P.M. auch der Name einer Markenfamilie.
Gruner + Jahr gründete in der Folgezeit außerhalb Deutschlands Zeitschriften, deren Konzepte sich an das Magazin P.M. anlehnen. Sie erscheinen oder erschienen in dreizehn Ländern: Ça m'intéresse (seit 1981 Frankreich), Muy Interesante (seit 1981 Spanien, 1985–2019 Argentinien und Kolumbien, 1987–2019 Chile, seit 1989 Mexiko), Superinteressante (seit 1987 Brasilien, seit 1998 Portugal), Focus (seit 1992 Italien, seit 1995 Polen, zudem Griechenland und China) und Quest (seit 2004 Niederlanden).
Die erfolgreichsten Zeiten des Magazins P.M. lagen in den 1990er Jahren, damals erreichte die Auflage 500.000 Exemplare.

### 1994–2014: Unter der Leitung von Sprado
Nachfolger von Moosleitner als Chefredakteur wurde 1994 Hans-Hermann Sprado. Er gründete die Ableger P.M. Biografie sowie P.M. Fragen & Antworten. 2000 wurde die Unterzeile „Peter Moosleitners interessantes Magazin“ geändert in „Peter Moosleitners Magazin. Die moderne Welt des Wissens“.
Zwischen 2007 und 2009 war Thomas Vašek Chefredakteur, bevor Sprado den Posten von 2009 bis zu seinem Tod 2014 wieder übernahm. Unter Sprado nahmen pseudowissenschaftliche bis esoterische Inhalte einen immer breiteren Raum ein. 2011 wurde die Zeitschrift in P.M. Magazin umbenannt. 2014 zog die Redaktion von München nach Hamburg.

### Ab 2014: Neuausrichtung und Rückkehr zu den Ursprüngen
2014 wurde Florian Gless Chefredakteur und behielt parallel dazu seine Position als Chefredakteur von National Geographic Deutschland. 2015 erfolgte ein Relaunch: Das Magazin wurde in P.M. zurückbenannt; mit der gelben Farbe wurde die Gestaltung der frühen Jahre aufgegriffen. Der Untertitel lautet seitdem „Neugierig auf morgen“.
Unter der neuen Chefredaktion fand auch eine inhaltliche Neuausrichtung von P.M. statt: Pseudowissenschaft und Esoterik verschwanden aus der Zeitschrift. Das Magazin distanzierte sich auch öffentlich von der zwischenzeitlichen Themenwahl. Im Editorial zur Ausgabe 08/2017 schrieb Gless unter der Überschrift „Spinnerei? Nicht bei uns!“: „Als ich vor knapp drei Jahren die Chefredaktion dieses Magazins übernehmen durfte, war mir klar: keine Esoterik mehr! Es passiert so viel Aufregendes in Wissenschaft und Forschung, gerade im digitalen Zeitalter, dass es die emotionale Aufladung durch Raunen und Mutmaßungen wahrlich nicht braucht.“
2018 übernahm Jens Schröder die Chefredaktion von P.M. und National Geographic Deutschland.
Ab Januar 2020 waren Jens Schröder und Markus Wolff gemeinsam Chefredakteure der Zeitschriftenfamilien P.M. und Geo. Ihnen folgten im Februar 2023 Katharina Schmitz und Jürgen Schaefer. Mitte 2023 verkaufte Gruner + Jahr das Magazin an GeraNova Bruckmann.

## Konzept und Gliederung
P.M. setzt keine wissenschaftliche Vorbildung der Leser voraus, es will Wissen auf leichte Art vermitteln. Es hat einen grundsätzlich positiven Blick auf Wissenschaft und Technologie. Das Themenspektrum umfasst Technik, Naturwissenschaften, Medizin, Psychologie, Natur und Umwelt, gelegentlich Sozialwissenschaften und Geschichte. Charakteristisch sind zahlreiche illustrierende und typographische Elemente, wie Erklärkästen oder Infografiken.
Jede Ausgabe besteht aus einer meist zehn Seiten langen Titelgeschichte sowie acht bis zehn weiteren mehrseitigen Artikeln. Seit dem Redesign 2015 werden die großen Artikel unter folgende Rubriken eingeordnet:
- Grenzbereiche und Geheimnisse
- Technik und Forschung
- Visionen und Ideen

Die Rubrik Alpha umfasst aktuelle Meldungen aus der Forschung. Zudem gibt es einseitige Rubriken, unter anderem für Zitate, Leserbriefe, Rezensionen zu Büchern und Games sowie ein Rätsel.

## Auflage
Das Magazin P.M. hat in den vergangenen Jahren erheblich an Auflage eingebüßt. Die verkaufte Auflage ist seit 1998 um 82,4 Prozent gesunken. Sie beträgt gegenwärtig 80.016 Exemplare. Dennoch hat P.M. im Vergleich zu den anderen deutschen Wissensmagazinen, welche bei IVW gemeldet sind, die zweitgrößte verkaufte Auflage, hinter Geo (Stand 01/2020). Der Anteil der Abonnements an der verkauften Auflage liegt bei 70,8 Prozent.
| 1998   | 1999   | 2000   | 2001   | 2002   | 2003   | 2004   | 2005   | 2006   | 2007   | 2008   | 2009   | 2010   | 2011   | 2012   | 2013   | 2014   | 2015   | 2016   | 2017   | 2018   | 2019   | 2020   | 2021   | 2022   | 2023  | 2024  |
| ------ | ------ | ------ | ------ | ------ | ------ | ------ | ------ | ------ | ------ | ------ | ------ | ------ | ------ | ------ | ------ | ------ | ------ | ------ | ------ | ------ | ------ | ------ | ------ | ------ | ----- | ----- |
| 454133 | 419936 | 412779 | 431402 | 415082 | 407016 | 411593 | 410999 | 364506 | 340464 | 343001 | 320708 | 283598 | 257835 | 230538 | 211116 | 180576 | 191732 | 158866 | 145203 | 140696 | 132730 | 117059 | 111195 | 106665 | 89125 | 80989 |

| 1998   | 1999   | 2000   | 2001   | 2002   | 2003   | 2004   | 2005   | 2006   | 2007   | 2008   | 2009   | 2010   | 2011   | 2012   | 2013   | 2014   | 2015   | 2016   | 2017  | 2018  | 2019  | 2020  | 2021  | 2022  | 2023  | 2024  |
| ------ | ------ | ------ | ------ | ------ | ------ | ------ | ------ | ------ | ------ | ------ | ------ | ------ | ------ | ------ | ------ | ------ | ------ | ------ | ----- | ----- | ----- | ----- | ----- | ----- | ----- | ----- |
| 238595 | 231279 | 219793 | 229909 | 228456 | 226122 | 221120 | 222685 | 209299 | 192187 | 180328 | 163848 | 148397 | 140138 | 130606 | 122460 | 116211 | 108238 | 101976 | 95547 | 91808 | 86531 | 81290 | 76498 | 69922 | 61696 | 57840 |

## Markenfamilie
Unter dem Markendach P.M. erscheinen weitere Magazine, eine TV-Sendung sowie Podcasts. Soweit nicht anders angegeben, werden sie in der Redaktion des Magazins P.M. produziert.

### Magazinableger

Logos der Magazinableger von P.M.
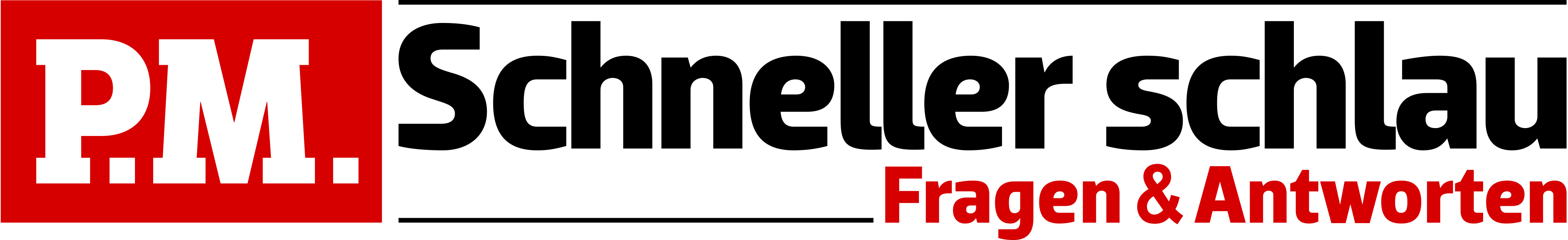
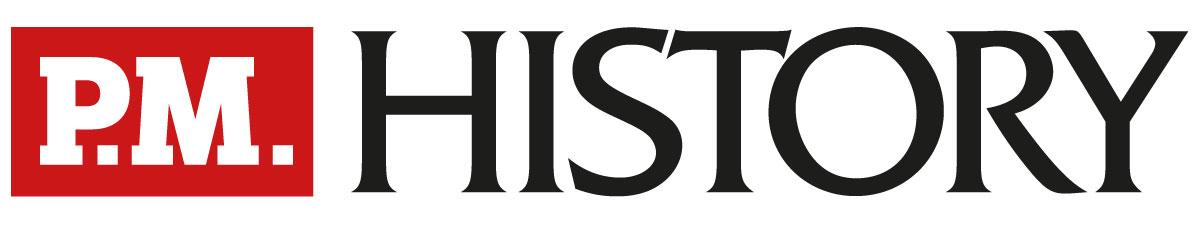
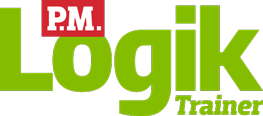
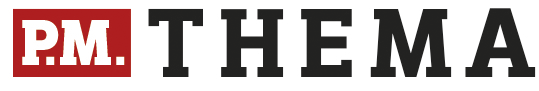

- P.M. Schneller schlau, Untertitel: Fragen & Antworten: Das Wissensmagazin wurde im Jahr 2000 als P.M. Fragen & Antworten gegründet und 2021 umbenannt. Es beantwortet in kurzen Artikeln rund 60 Fragen aus den Themengebieten Aktuelles, Natur, Geschichte, Politik, Freizeit, Technik, Wissenschaft, Gesundheit, Psychologie und Gesellschaft. Es erscheint monatlich.[25][2][7][26]
- P.M. History, Untertitel: Europas größtes Monatsmagazin für Geschichte: Das Magazin entstand 1993 als P.M. – Das historische Ereignis und wurde 1998 in P.M. History umbenannt. Seit 2003 erscheint es monatlich.[27][7][2]
- P.M. History Spurensuche: Das monothematische Magazin erscheint einmal jährlich. Die erste Ausgabe im Jahr 2020 zum Thema Ahnenforschung entstand „mit Unterstützung“ von Ancestry, dem weltgrößten Genealogie-Service-Anbieter.[28] Andere kostenpflichtige (MyHeritage, Archion)  sowie gemeinnützige Angebote (GenWiki) sind darin nicht entsprechend ihrer Rolle im Markt dargestellt. Die Ausgabe des Jahres 2021 behandelt das Thema Archäologie.
- P.M. Logik Trainer, Untertitel: Fitness fürs Gehirn: Das Rätselmagazin wurde 1988 als P.M. Logik-Trainer gegründet und beinhaltete vor allem Logicals. Von 2012 bis 2016 erschien es als P.M. Logik-Rätsel. Seit 2016 P.M. Logik Trainer, seitdem vereint es verschiedene Rätseltypen, darunter Logicals, als Logik-Puzzles bezeichnete Nonogramme, Kreuzsummenrätsel und Buchstabensalate. Produziert vom Realis-Verlag, unter Mitwirkung von Ulrich Voigt, elfmaligem Rekordgewinner des World Puzzle Championship. Erscheint monatlich.[29][10]
- P.M. Thema: Seit 2019 einmal jährlich erscheinendes monothematisches Wissensmagazin. Themen: 2019 „Künstliche Intelligenz“; 2020 „Citizen Science“, 2021 „Genetik“.[29]

### Fernsehsendung
- P.M. Wissen: Von 2018 bis 2024 wöchentlich ausgestrahlte Wissenssendung auf ServusTV, moderiert vom Astrophysiker Gernot Grömer, der auch der Vorsitzende des Österreichischen Weltraum Forums ist. In Österreich erschien die Sendung donnerstags um 20.15 Uhr, in Deutschland, bis zur Einstellung des deutschen ServusTV-Ablegers, mittwochs um 21.15 Uhr. Eine Folge dauert 60 Minuten brutto. Sie besteht aus mehreren Beiträgen aus den Bereichen Technik, Natur, Medizin, Raumfahrt und Gesellschaft. Die Magazinbeiträge werden ergänzt durch Kurzrubriken wie „Experte in 2 Minuten“, Redewendungen oder Superzeitlupe. Produziert von Bilderfest.[30] 2024 erfolgte ein Rebranding zu TM Wissen bzw. Terra Mater Wissen.

### Podcasts
- Sag mal, du als Physiker – der P.M. Podcast: Chefredakteur Schröder befragt die Physiker Michael Büker und Johannes Kückens zu einem physikalischen Thema, von Alltagsphänomenen bis Kosmologie. Seit 2018 auf Audible, 144 Folgen in sechs Staffeln, Länge einer Folge 30 bis 45 Minuten.[31]
- Sag mal, du als Biologin – der P.M. Podcast: Moderator York Pijahn befragt Marine-Mikrobiologin Julia Schnetzer und Herpetologe Sebastian Lotzkat zu einem biologischen Thema, von Nachtigallen bis Goldfischen. Seit 2021 auf Audible, 24 Folgen in einer Staffel, Länge einer Folge 30 bis 45 Minuten.[32]
- Sag mal, du als Chemiker – der P.M. Podcast: Redakteurin Nora Saager befragt die Chemiker Marko Friedrich und Tobias Hamelmann zu chemischen Alltagsphänomenen und Kuriositäten. Seit 2021 auf Audible, 24 Folgen in einer Staffel, Länge einer Folge 30 bis 45 Minuten.[33]
- Sag mal, du als Richterin – der P.M. Podcast: Chefredakteur Schröder befragt die Richterin Anabel Webering und den Anwalt Jens Matthes zu Themen des Rechts, von Wohnungsmiete bis Heirat. Seit 2021 auf Audible, 24 Folgen in einer Staffel, Länge einer Folge 30 bis 45 Minuten.[34]
- Die vergessenen Drei – der P.M. History Podcast: Geschichts-Redaktionsleiter Joachim Telgenbüscher, Historikerin Janine Funke und Faktenchecker Fabian Klabunde präsentieren pro Folge zu einem übergeordneten Thema drei Personen der Weltgeschichte. Seit 2019 auf Audible, zwei Staffeln mit insgesamt 48 Folgen, Länge einer Folge rund 45 Minuten.[35]
- Schneller schlau – der Wissenspodcast von P.M.: Redakteure von P.M. beantworten je eine Frage pro Tag aus ihrem Fachgebiet. Seit April 2020, mehrmals in der Woche, Länge einer Folge rund zehn Minuten. Produziert von RTL+ Musik, erscheint kostenfrei auf verschiedenen Streamingdiensten.[36]

### Online-Präsenz
- pm-wissen.com: Seit 2020 hat die Markenfamilie ein gemeinsames Webportal. Die Website bündelt Inhalte aus den Magazinen, der TV-Sendung und den Podcasts.

### Frühere Magazinableger
Mittlerweile eingestellte Magazine der Markenfamilie P.M. waren:
- P.M. aktiv (2005–2006)
- P.M. Biografie (1998–2015, in 2002 als Famous; von August 2002 bis Ende 2005 als stern (spezial) Biografie, bis 2016 erschienen als Brigitte Biografie)[37][38]
- P.M. Bilderrätsel (2008)[39]
- P.M. Brain-Trainer (um 1997)
- P.M. CIT (Crime Investigation Team) (2011)
- P.M. Clever (2006–2007)[40][41]
- P.M. Computerheft (1982–1989)[2][10][42][43]
- P.M. Doku (2006)
- P.M. Extra-Heft: Best of science (2005–2006, Beilage im Magazin P.M., nur für Abonnenten)[44]
- P.M. Guide (2008)
- P.M. Intelligenz-Trainer (1997–2016, ab 2012 als P.M. Intelligenz-Rätsel)[2][45]
- P.M. Kreativ-Trainer (2000–2016, ab 2012 als P.M. Kreativ-Rätsel)[45][46][47]
- P.M. Logicals (2003–2016, ab 2012 als P.M. Logicals-Rätsel)[45]
- P.M. Look (1996; 4 Ausgaben)
- P.M. Perspektive (1986–2014)[2][48]
- P.M. Rhetorik-Trainer (2003–2007, ab 2006 als P.M. Rhetorik – Der Wörter-Trainer)[49][10]
- P.M. Snords (2012)[50]
- P.M. Speed-Trainer (2012)[51]
- P.M. Sudoku-Trainer (um 2005–2016, ab 2012 als P.M. Sudoku-Rätsel)[45]
- P.M. TV Quiz-Trainer (2001)
- Willi wills wissen – Das Kindermagazin von P.M. (2006–2007, Magazinableger der Kindersendung Willi wills wissen)[52]
- P.M. Zoom (2017)[53]